# Selim Bouadla
Selim Bouadla (Seine-Saint-Denis, Francia, 26 de agosto de 1988), futbolista francés, de origen argelino. Juega de volante y su actual equipo es el NK Slaven Belupo de la Prva HNL. 

## Clubes
| Club                 | País     | Año           |
| -------------------- | -------- | ------------- |
| Le Havre AC          | Francia  | 2007-2009     |
| Paris FC             | Francia  | 2009          |
| Le Havre AC          | Francia  | 2009-2011     |
| Debreceni VSC        | Hungría  | 2011-2015     |
| Académica de Coimbra | Portugal | 2015-2016     |
| NK Slaven Belupo     | Croacia  | 2016-presente |

## Palmarés

### Campeonatos nacionales
| Título  | Club        | País    | Año  |
| ------- | ----------- | ------- | ---- |
| Ligue 2 | Le Havre AC | Francia | 2008 |